# Kemono Friends
Kemono Friends (яп. けものフレンズ Кэмоно Фурэндзу, на русском «Ушастые друзья», «Друзья-зверушки», «Животные-друзья», «Зверушки-подружки») — японская медиа-франшиза, созданная художником-мангакой Минэ Ёсидзаки. Сначала была выпущена мобильная игра, разработанная Nexon, которая проработала с марта 2015 года по декабрь 2016 года. С мая 2015 года по март 2017 манга авторства Furai издавалась в журнале Shonen Ace. Аниме производства компании Yaoyorozu выходило в эфир с января по март 2017 года; оно было софинансировано и лицензировано Crunchyroll. Вторая игра была выпущена Bushiroad 26 января 2018 года; тогда же было объявлено о втором сезоне аниме. Второй сезон производства Tomason выходил в эфир с января по апрель 2019 года.

## Сюжет
Парк Джапари — огромный зоопарк, в котором обитают как существующие виды животных, так и вымирающие, вымершие, криптиды и некоторые мифические существа. Из-за загадочной субстанции, известной как «Sandstar» («Звёздный песок», «Песчаная звезда»), многие животные превратились в девочек, известных как Друзья (яп. フレンズ Фурэндзу). 
Главная героиня манги — смотрительница парка по имени Нана, которая присматривает за Друзьями в парке Джапари. В аниме девушка, известная только как Сумка (яп. かばん кабан), просыпается в парке Джапари, не помня, кто она или как она туда попала, и встречает Друга Сервала. Вместе они отправились в приключение, чтобы выяснить, что за зверь Сумка, проходя через несколько районов парка Джапари и встречая по пути новых Друзей.

## Персонажи

### Главные герои
Сумка (яп. かばん Кабан)
Сейю: Ая Утида 
Главная героиня аниме-сериала. Молодая девушка, которая оказалась в парке Джапари, не помня, кто она и откуда она родом. Её имя было дано Сервалом из-за рюкзака, который она носит. Застенчивая, но находчивая, она путешествует по парку Джапари вместе с Сервалом, чтобы выяснить, кто она, встречая на этом пути всё больше Друзей, и в конце концов обнаруживает, что она человек. Она единственный персонаж, с которым общается Lucky Beast, так как считает посетителем парка. В «Kemono Friends 2» она вновь появляется уже как взрослая, вместе с Совой и Филином исследуя феномен Церулеанов.
Сервал (яп. サーバル Са:бару)
Сейю: Юка Одзаки 
Кошка-сервал родом из района саванны в парке Джапари. Она первый Друг, который встретился с Сумкой. Отправляется в путешествие вместе с ней в поисках разгадки её тайны. Энергичная и любопытная, Сервал часто поражается навыкам и талантам Сумки и Друзей, с которыми они сталкиваются в пути. Она появляется в качестве главного героя в «Kemono Friends 2», хотя, возможно, это другой Сервал, потому что она не помнит о времени, проведённом с Сумкой.
Кюруру (яп. キュルル)
Сейю: Юи Исикава 
Главная героиня Kemono Friends 2, названная так в подражание урчанию её живота. Она появилась из загадочной лаборатории в парке Джапари, и единственной зацепкой в поиске её дома был альбом с зарисовками.
Каракал (яп. カラカル Каракару)
Сейю: Рико Коикэ 
Каракал, которая вместе с Сервалом является главной героиней в «Kemono Friends 2».

### Основные друзья
Фенек (яп. フェネック Фэнэкку)
Сейю: Кана Мотомия 
Лисица-фенек, которая сопровождает енота, пока та преследует Сумку и Сервала.
Енот (яп. アライグマ Арайгума)
Сейю: Саки Оно 
Енот, которая гонится за Сумкой и Сервалом, полагая, что те что-то украли у неё. Она называет себя «Арай-сан» вместо того, чтобы использовать слово «я».
ППП (яп. ぺぱぷ ПэПаПу)
Сейю: Микои Сасаки (Принцесса), Рюка Нэмото (Император), Киока Тамура (Гин), Айна Айба (Рокер) и Икуко Тикута (Хулулу) 
Идол-группа из пингвинов, состоящая из Принцессы (яп. プリンセス Пуринсэсу), пингвин Шлегеля (не путать с королевским пингвином); Император (яп. コウテイ Ко:теи), императорский пингвин; Гин (яп. ジェーン Дзэ:н), субантарктический пингвин (на английском этот пингвин называется «Генту», отсюда имя); Рокер (яп. イワビー Иваби:) пингвин Рокхоппера; и Хулулу (яп. フルル Фуруру), пингвин Гумбольта.
Лисица (яп. キタキツネ Кита Кицунэ)
Сейю: Судзуко Мимори
Часто появляющийся персонаж в манге. Обыкновенная лисица, которая довольно ленива и любит есть булочки Джапари.
Сова (точнее, белолицая совка) (яп. アフリカオオコノハズク Афурика ооконохадзуки) и Филин (яп. ワシミミズク Васи мимидзуку)
Сейю: Сиори Миками и Акари Уэхара
Сова и филин — соответственно Профессор (яп. 博士 Хакасэ)  и Ассистент, или Помощник (яп. 助手 Дзосю), проживающие в библиотеке Джапари.
Гигантский броненосец (яп. オオアルマジロ Ооарумадзиро)  и Гигантский панголин (яп. オオセンザンコウ Оосэндзанко:)
Сейю: Кана Мотомия и Саки Оно
Гигантский броненосец и гигантский панголин, по прозвищам Алма и Сен соответственно; работают детективами, в обмен на еду берутся за любое дело.

### Другие персонажи
Счасливчик (яп. ラッキービースト Ракки: Би:суто)
Маленькое роботизированное существо, также называемое Друзьями Босс (яп. ボス Босу). Хотя он не реагирует на Друзей, он напрямую отвечает на вопросы Сумки, предоставляя информацию о Парке Джапари, Друзьях и необходимых предметах, когда в том возникает необходимость.
Мирай (яп. ミライ)
Сейю: Ая Утида
Гид по парку Джапари, работавшая там, когда он ещё был открыт; обожает животных. Во время своего пребывания в парке она записывала отчёты, которые позже воспроизводятся через Lucky Beast. Другой Сервал (сейю: Ай Нонака) работала с ней, когда Парк Джапари был открыт.
Нана (яп. 奈々)
Главная героиня манги, которая работает смотрителем в парке Джапари.

## Медиа

### Видеоигры
Первое приложение для смартфонов от Nexon было запущено в Японии в марте 2015 года, и его работа продолжалась до тех пор, пока сервис не был закрыт 14 декабря 2016 года, за месяц до премьеры аниме. Nexon заявляла, что даже из-за популярности аниме перезапускать сервис не планировалось, хотя позже объявила, что, хотя возврат возможен, окончательного решения о перезапуске игры принято не было. 
23 апреля 2017 года была анонсирована новая игра от Bushiroad. 14 августа было обнародовано её название: Kemono Friends Pavilion (яп. けものフレンズぱびりおん Кэмоно Фурэндзу Пабирион), и что это будет игра-симулятор. Первоначально предполагалось выпустить её в конце 2017 года, затем дата релиза была перенесена на 26 января 2018 года. 
Kemono Friends Picross — игра-японский кроссворд для Nintendo Switch, разработанная компанией Jupiter, была выпущена 4 октября 2018 года.

### Манга
Манга, иллюстрированная Furai, под названием Kemono Friends: Welcome to Japari Park! (яп. けものフレンズ ようこそジャパリパークへ! Кэмоно Фурэндзу Ё:косо Дзяпари па:ку э!), начала выпускаться в журнале Shonen Ace компании Kadokawa с мая 2015 года. Первый том танкобона был выпущен 26 декабря 2016 года. На своём стенде на Anime Expo компания Yen Press объявила о лицензировании манги. В апреле 2018 года Tokyopop объявила, что выпустит версию манги на немецком языке и что первый том будет опубликован 26 июля 2018 года. 

### Аниме
Аниме, снятое компанией Yaoyorozu, было показано в Японии с 10 января 2017 года по 28 марта 2017 года; аниме транслировалось Crunchyroll, которая софинансировала и лицензировала аниме. Открывающая композиция — «Добро пожаловать в Парк Джапари» (яп. ようこそジャパリパークへ Ё:косо Дзяпари Па:ку э), исполнение Dōbutsu Biscuits × PPP, а закрывающая — «Мой друг» (яп. ぼくのフレンド боку но фурэндо), исполнение Mewhan. Новый контент для сервиса AniTele компании TV Tokyo выпускался с 1 апреля 2017 года. Неофициальный 2-минутный короткометражный фильм «Эпизод 12.1» был загружен режиссёром в Niconico и YouTube 5 апреля 2017 года. Дополнительные короткометражки были созданы в сотрудничестве с Японской гоночной ассоциацией, Animelo Summer Live 2017 и Nissin Foods. Discotek Media была дистрибьютором сериала для Crunchyroll в Северной Америке и продюсером английского дубляжа от Sound Cadence Studios. Полный актёрский состав английского дубляжа был объявлен на Otakon 2019. Дубляж был выпущен на Blu-ray 24 сентября 2019 года. 
Второй сезон аниме был объявлен запущенным в производство 26 июля 2017 года и официально подтверждён 2 сентября 2018 года. Второй сезон произведён студией Tomason; Рюити Кимура и Такуя Мацумото заменили Тацуки в качестве режиссёра и сценариста соответственно. Остальной состав аниматоров и актёров остался без изменения. Второй сезон транслировался с 14 января по 1 апреля 2019 года. Открывающая композиция — «Notteke ~ Japari Beat», исполнение Dubutsu Biscuits×PPP. Закрывающая композиция эпизодов 1-5 —  «Hoshi o Tsunagete», исполнение Gothic×Luck; с шестого эпизода использовалась песня Gothic×Luck «Kimi wa Kaeru Basho».  
Двадцатишестисерийное короткометражное аниме под названием Chokotto Kemono Friends 3 выходило в Сети (в YouTube и Twitter с 1 по 16 серии, в приложении с 17 по 26) с 2 апреля 2019 по 17 сентября 2021 года. Снимали первые 25 серий студия Galaxu Graphics, а последнюю — ALOFT.
Трансляция оригинального сетевого анимационного мини-сериала на основе первой мобильной игры под названием «Добро пожаловать в Парк Джапари» (яп. ようこそジャパリパーク Ёкосо Джапари Паку) началась в сервисе AnimeTele компании TV Tokyo с 10 августа 2018 года. Crunchyroll начала трансляцию сериала с 16 октября 2018 года.

### Спектакль
С 14 по 18 июня 2017 года в Токио в Shinagawa Prince Hotel Club eX прошла постановка пьесы «Kemono Friends» с оригинальной сюжетной линией. Хироки Мураками написал сценарий и поставил спектакль, в котором некоторые из актёров сыграли те же роли, что и в аниме. Спектакль вновь показывался с 13 по 21 января 2018 года.

## Отзывы

### Аниме
Первоначальная критика часто касалась стиля компьютерной 3D-анимации и дизайна персонажей. Критик Хироки Адзума сообщил в Твиттере, что он перестал смотреть в середине первого эпизода. Однако популярность аниме резко возросла после выхода четвёртого эпизода. Ссылаясь на упрощённый и невинный, но затягивающий характер аниме, циничные блогеры описывали его как «вызывающее таяние IQ» и «понижающее интеллект». Несмотря на низкое качество анимации, аниме-сериал получил признание критиков и зрителей в Японии благодаря хорошо продуманному сюжету и персонажам, став модным в Японии. Ник Кример из Anime News Network дал аниме оценку B, высоко оценивая созданный в аниме мир и критикуя визуальные аспекты.
Многочисленные фразы и восклицания из аниме стали популярными ключевыми словами в Твиттере; связанные с «Kemono Friends» фразы появились в Твиттере в аккаунтах Sharp и Warner Bros. Japan.
Первый эпизод «Kemono Friends» быстро превзошёл по просмотрам первый эпизод «Gochuumon wa Usagi desu ka?» (9 миллионов просмотров по состоянию на сентябрь 2017 года; эпизод опубликован 16 апреля 2014 года), а также другие популярные аниме, такие, как «Атака на титанов», по общему количеству просмотров на Niconico. К 5 февраля оно превысило 1 миллион просмотров, к 4 апреля оно превысило 5 миллионов просмотров, а к 24 августа достигло рекордных 10 миллионов просмотров.
Спустя неделю после 12-го эпизода и примерно в то время, когда транслировались очередные эпизоды, упоминания последнего 13-го эпизода вошли в международные тренды в Твиттере, а короткий эпизод 12.1, который был загружен в тот день (5 апреля), достиг более 1 миллиона просмотров на Niconico и YouTube к 7 апреля.
Открывающая песня «Yokoso Japari Park e» поднялась на 3-е место в чартах iTunes после релиза. 20 мая выяснилось, что «Yokoso Japari Park e» достигла золотого статуса (продажи более 100 000 в Японии). Гэн Хосино высоко оценил песню. Хисаси, гитарист группы GLAY, был вдохновлён на создание гитарной аранжировки вступительной песни после просмотра эпизода 11.
Множество товаров, связанных с «Kemono Friends», попали в топ рейтинга Amazon'а. Неожиданная популярность шоу привела к нехватке товаров, и приходилось делать предварительный заказ.
В программе «News Check 11» компании NHK сообщалось, что благодаря вдохновлённым зрителям «Kemono Friends» резко возросло посещение зоопарков. «Kemono Friends» также принимали участие в многочисленных рекламных мероприятиях с зоопарками и другими заведениями, таких, как размещение рекламных щитов с изображением антропоморфированных животных франшизы рядом с их реальными представителями. Одним из результатов этого стало то, что пингвин Гумбольдта по имени Грейп-кун (яп. グレープ君) в зоопарке Тобу в префектуре Сайтама влюбился в изображение одного из пингвинов-идолов из «Kemono Friends», демонстрируя по отношению к нему брачное поведение. Популярность этого необычного случая была такова, что пингвин был указан в оби (суперобложке) четвёртого путеводителя, и доска с изображением была оставлена после окончания рекламной акции. Грейп-кун умер 12 октября 2017 года рядом с изображением.

## Скандал

### Спор между Kadokawa и Yaoyorozu
25 сентября 2017 года режиссёр аниме, Тацуки, объявил в Twitter, что Kadokawa решила отстранить его от производства второго сезона; фанаты в ответ резко осудили Kadokawa и выразили широкую поддержку Тацуки, так как считали его важнейшей частью очарования и успеха первого сезона аниме. Поклонники массово оставляли гневные комментарии в адрес Kadokawa в обсуждении первого эпизода на Niconico Douga, при этом некоторые заявляли, что они откажутся от своего премиального членства в Niconico Douga в ответ на увольнение Тацуки, поскольку Dwango (владелец Niconico) и Kadokawa являются дочерними компаниями Kadokawa Dwango. Корпорация Nikkei сообщила, что в результате этих новостей цены на акции Kadokawa Dwango на Токийской фондовой бирже упали на 3,3 % по сравнению с предыдущим днём. В ответ производственный комитет аниме объявил, что режиссёр Тацуки и анимационная студия Yaoyorozu самостоятельно использовали собственность Kemono Friends, не проконсультировавшись со всеми заинтересованными сторонами, и что Yaoyorozu не согласилась на нормализацию общения и в результате вышла из проекта. В программе потокового вещания Kemono Friends 26 сентября на Niconico Douga участвовали несколько сэйю из аниме, которые публично извинились за продолжающуюся полемику несмотря на то, что они мало связаны с принятыми корпоративными решениями. Это привело к дальнейшей ответной реакции против Kadokawa с обвинениями в том, что они использовали актрис для отвода вины от самой компании. 
27 декабря 2017 года продюсер Фукухара подтвердил, что в конечном итоге Yaoyorozu не будет участвовать в производстве второго сезона.